# Сонк, Весли
Ве́сли Сонк (нидерл. Wesley Sonck; 9 августа 1978, Нинове, Бельгия) — бельгийский футболист, выступавший на позиции нападающего. Сейчас работает тренером юношеских сборных Бельгии.

## Биография
Весли Сонк дебютировал в чемпионате Бельгии в 1996 году в составе клуба «Моленбек». За два сезона, проведенных в брюссельском «Моленбеке» Сонк забил 11 мячей, затем два года провёл в составе «Жерминаля». Перейдя в «Генк», Сонк с этой командой стал чемпионом Бельгии в 2002 году. За три сезона Сонк сыграл за «Генк» 93 матча, в которых забил 67 мячей. В 2002 году Сонк был включен в заявку сборной Бельгии на Чемпионат мира 2002, как дублёр основной пары нападающих Вильмотс-Мпенза. Свой единственный мяч на том турнире Сонк забил в ворота сборной России.
В 2003 году Сонк перешёл в амстердамский «Аякс» за 6 млн евро. Проведя в Амстердаме один сезон, за который Сонк 10 раз поражал ворота соперников, нападающий был сначала отдан в аренду мёнхенгладбахской «Боруссии», а затем и выкуплен этим клубом.
В 2005 году Сонк получил серьёзную травму в товарищеском матче с ПСВ, в столкновении с защитником нидерландского клуба Вилфредом Баумой Сонк сломал себе несколько ребер. За три сезона Весли так и не смог реализовать свой потенциал, а осенью 2007 года был сослан в дублирующий состав «Боруссии» за то, что устроил драку во время тренировки. Впоследствии один из самых талантливых бельгийских футболистов вернулся в Бельгию. В сезоне 2007/08 за свой новый клуб «Брюгге» Сонк забил 11 мячей в тридцати двух матчах.
В начале сезона 2008/09 Сонк возобновил выступления за сборную Бельгии, забив в 4 матчах 5 мячей.

## Достижения
Командные
 Генк
- Чемпион Бельгии: 2001/02

 Аякс
- Чемпион Нидерландов: 2003/04

Личные
- Лучший футболист Бельгии 2001 года. («Gouden Schoen»)
- Лучший бомбардир чемпионата Бельгии: 2001/02, 2002/03